# Arameos de Israel
Los arameos de Israel (arameo: ܣܘܪ̈ܝܝܐ ܒܐܝܣܪܐܝܠ, Suryoye b' Isroel) son un pueblo semita que reside en Israel.
Los arameos se originaron durante la Edad del Bronce Final y la Edad del Hierro en lo que hoy es la región occidental, meridional y central del Aram bíblico y lograron establecer varios reinos arameos independientes en el Levante. Sus territorios se extendían hasta Mesopotamia, en un área que hoy incluye la Tierra de Israel, noroeste de Jordania, Líbano, norte y oeste de Siria, norte de Irak y tierras a lo largo del río Éufrates. En la Biblia y fuentes judías posteriores se menciona a los reinos arameos, con referencias geográficas: Aram Naharayim, Padan Aram, Aram Tzova, Aram-Damasco y otros.
Entre los siglos I y IV d. C., los arameos comenzaron a adoptar el cristianismo en lugar de la religión politeísta aramea, y el Levante se convirtió en un importante centro del cristianismo arameo o sirio, junto con Asiria al este, del que surgieron el lenguaje siríaco y el alfabeto siríaco. Tras la conquista islámica del Levante en el siglo VII d. C., la población indígena aramea que había adoptado rasgos greco-latinos gradualmente se convertiría en una minoría en sus tierras natales y el idioma sería gradualmente reemplazado por el árabe tras la islamización del área. A pesar de ello, actualmente, el arameo sobrevive como lengua hablada en Gush Halav y como lengua litúrgica y genealogía entre los cristianos del Levante, incluido Israel.
Algunos cristianos siríacos en el Medio Oriente (particularmente en Siria e Israel) todavía defienden una identidad étnica aramea hasta el día de hoy y una minoría todavía habla dialectos o idiomas arameos occidentales, aunque el arameo oriental de los asirios étnicos se habla mucho más ampliamente. En Israel, los cristianos todavía defienden una herencia y ascendencia aramea, particularmente en la Galilea moderna por lo que la mayoría de los arameos en Israel son de congregación maronita. Los residentes maronitas de Gush Halav, un subconjunto de maronitas en Israel, se relacionan a sí mismos como pueblos maronitas cristianos arameos. [4]
Con el auge de los movimientos panarabistas y panislamistas en los 50s y 60s, al igual que los Coptos en Egipto, los arameos y todas las minorías del Medio Oriente fueron forzadas a tomar la cultura árabe como propia, es por ello, que tras la independencia de Israel en 1967 y hasta 2014, los arameos en Israel solían estar registrados como árabes étnicos.
En Israel, actualmente el 20% de la población es considerada árabe, de estos, se estima que 135,000 son cristianos arameos, muchos de ellos con raíces en Israel que se remontan a los tiempos de Jesús. Durante décadas, el gobierno israelí los obligó a identificarse como árabes-israelíes porque no eran judíos, los envió a las escuelas de habla árabe y los agrupaba cultural y políticamente con los musulmanes. Tras años de lucha por el pueblo arameo de ser reconocido como una minoría étnica en el medio oriente, el 17 de septiembre de 2014, el entonces ministro del Interior israelí, Gideon Saar, firmó una orden dirigida a la Administración de los pasos fronterizos, la población e Inmigración (PIBA) para reconocer a los arameos como una nacionalidad, convirtiendo a Israel en el único país del Medio Oriente en reconocer a los arameos como un grupo étnico. Actualmente, los nacidos de familias con tradición arameas, entre ellos los maronitas, católicas, sirio-ortodoxos y los miembros de la Iglesia Asiria del Este, califican para registrar su etnia como arameos en el estado de Israel. [5]
EL 20 de octubre de 2014, Yaakov Halul, de 2 años, oriundo del pueblo galileo de Gush Halav se convirtió en el primer israelí reconocido como arameo en su documento nacional de identificación.

## Nombre
Los arameos toman su nombre de Aram. La etimología de Aram es incierta. Una explicación estándar es el significado original de "tierras altas". Esto se ha interpretado como en contraste con Canaan, o "tierras bajas".

## Historia

### Orígenes

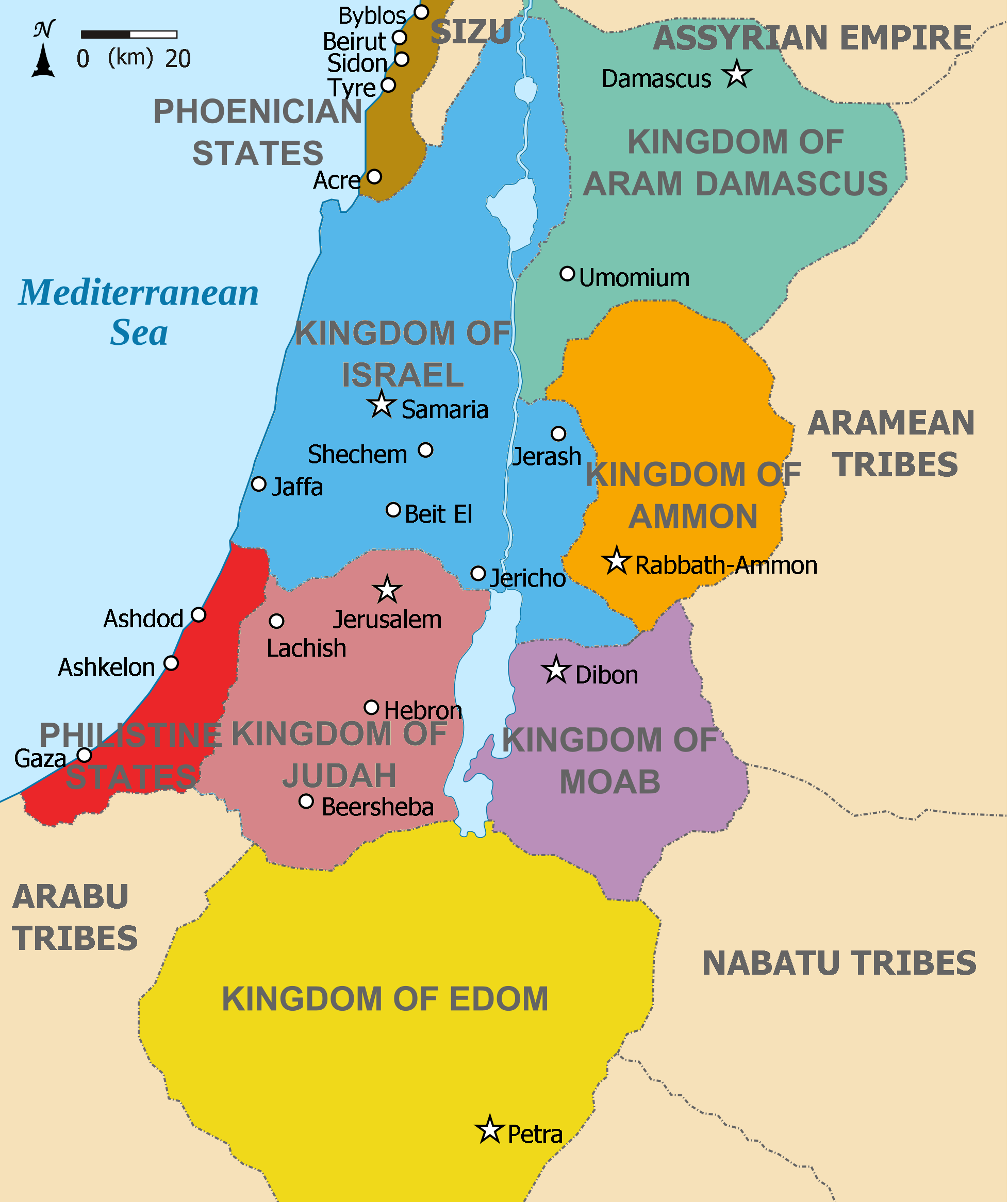
El Levante circa 830.

Los arameos son un pueblo semita, que como etnia aparece en la historia del Medio Oriente en la segunda mitad del segundo milenio a. C. Los arameos son un pueblo semita que vivía en la Media Luna Fértil del oeste y el norte de Levante en un área que hoy incluye la Tierra de Israel, noroeste de Jordania, Líbano, norte y al oeste de Siria, norte de Irak y tierras a lo largo del río Éufrates. En la Biblia y fuentes judías posteriores se menciona a los reinos arameos, con referencias geográficas: Aram Naharayim, Padan Aram, Aram Tzova, Aram Damasco y más.
El idioma arameo se convirtió en la lengua franca en estas áreas, también hablado por otras naciones como los hebreos, incluso algunos de los libros del Tanaj están escritos en ese idioma.
Durante el primer siglo a. C. E., el pueblo asirio entró en el escenario mundial, pero su conquista física del área no afectó un cambio en el lenguaje, y el arameo continuó siendo el idioma predominante en el Creciente Fértil durante cientos de años. Por ejemplo, el Talmud babilónico que se formuló durante los primeros quinientos años C.E., está repleto de arameo, como es la escritura judía del período de Gaónio que comienza en el siglo IX. Los judíos, un grupo religioso y étnico definido, continuaron utilizando el arameo como idioma de estudio y oración, y aún lo hacen.
Bajo el dominio asirio, hubo grupos arameos claramente definidos que preservaron su herencia y tradición lingual y religiosa, un hecho central en la explicación de la conexión entre el pueblo arameo y los asirios hasta el presente. Por otro lado, no queda clara la relación de los hebreos, un pueblo cuyos ancestros provienen de las tierras que geográficamente componen los actuales estados de Siria, Irak, Jordania, Líbano e Irán, tierras que también eran pobladas por los arameos. De hecho, Moisés nos dice que sus ancestros eran arameos: 

Entonces hablarás y dirás delante de Jehová tu Dios: Un arameo a punto de perecer fue mi padre, el cual descendió a Egipto y habitó allí con pocos hombres, y allí creció y llegó a ser una nación grande, fuerte y numerosa;
Deuteronomio 26:5

### Imperio neoasirio

Extensión del Imperio Neo-Asirio.

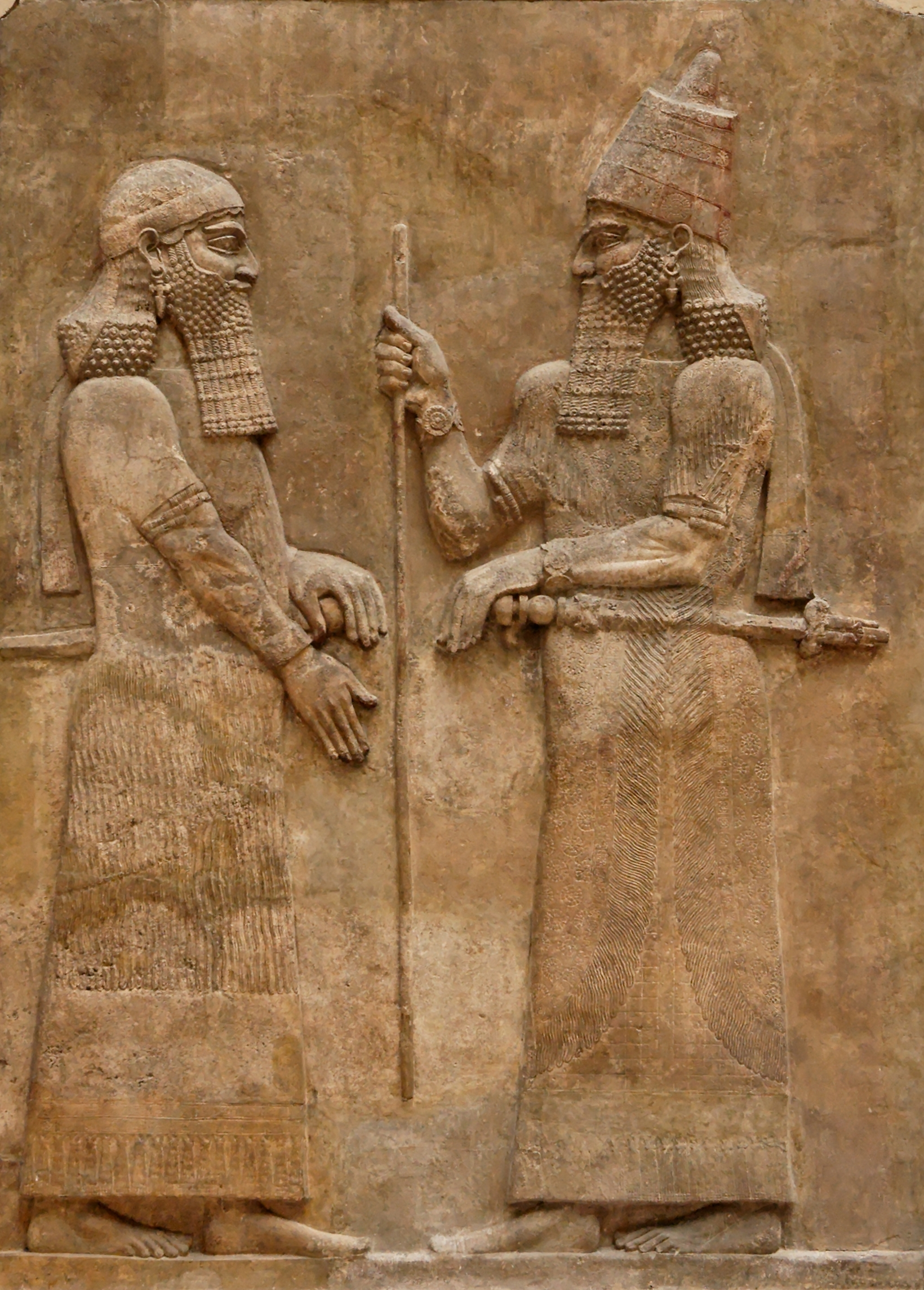
Bajorrelieve del palacio de Sargón en Dur Sharrukin (Museo del Louvre). El rey Sargón II o en arameo ܣܪܓܘܢ (a la derecha).

A principios del siglo XIII a. C. (según una cronología literal de la Biblia), gran parte de la Tierra de Israel estuvo bajo el dominio arameo durante ocho años, según está escrito en el Libro de Jueces, hasta que Otoniel derrotó a las fuerzas dirigidas por Chushan-Rishathaim. el Rey de Aram-Naharaim. Otras entidades mencionadas en la Biblia hebrea incluyen Aram Damasco y Aram Rehob. Sin embargo, no es hasta después de las conquistas de Adad-nirari II a fines del siglo X a. C., que Asiria emergió como el estado más poderoso del mundo conocido en ese momento, llegando a dominar el Antiguo Cercano Oriente, el Mediterráneo Oriental, Asia Menor, el Cáucaso y partes del Península arábiga y África del Norte, eclipsando y conquistando rivales como Babilonia, Elam, Persia, Urartu, Lidia, Medas, Frigios, Cimerios, Israel, Judá, Filistea, Fenicia, Caldea, Canaán, el Imperio Kushita, los árabes y Egipto. Fue en este período que ciudadanos de asiria emigraron hacia los reinos de Judá e Israel, y los israelitas fueron expulsados a otras regiones del Imperio.
Desde el siglo VIII, el idioma arameo se había establecido gradualmente como una lingua franca del Imperio. En el siglo VI, el arameo había marginado tanto el idioma acadio que llegó a ser el idioma imperial de la Asiria aqueménida. Uno de los factores clave que contribuyeron al uso del arameo fue el ascenso y la caída de Asiria; durante su gobierno, las deportaciones, las colonizaciones y el mestizaje aumentaron el contacto entre los arameos y los asirios, creando una identidad étnica común. Es importante señalar, que no solo la expansión de los arameos en el Creciente Fértil desde el segundo milenio a. C. contribuyó a la expansión de la cultura aramea en el actual Israel, las políticas de transferencia de población por parte del estado Asirio, especialmente en el siglo VIII bajo Sargón II y Tiglatpileser III, cuando un gran número de personas fueron trasladadas al Levante, incluidos los habitantes de la antigua Asiria (actual Irak septentrional), lo que hizo del arameo, el idioma de facto del imperio, incluyendo la región de Judea e Israel, en donde fue adoptado por la población autóctona hebrea y canaanita.

## Antigüedad clásica

### Período helénico y asmoneo
En 332 a. C. los persas fueron derrotados por Alejandro Magno. Después de su muerte en 322 a. C., sus generales dividieron el imperio entre ellos y Judea se convirtió en la frontera entre el Imperio seléucida y el Egipto ptolemaico, pero en 198 Judea se incorporó al Reino de los Seleucida. Si bien los persas no habían interferido con los asuntos internos de los diversos súbditos de la región, los griegos siguieron una política de helenización deliberada, fomentando, aunque no aplicando normalmente, la cultura griega. La helenización se arraigó primero en las áreas costeras y bajas densamente pobladas, y solo realmente comenzó a afectar a áreas más atrasadas como Judea a principios del siglo segundo. Según Josefo y los Libros de los Macabeos, la continuación de la helenización de Judea por los seléucidas provocó un levantamiento en las montañas de Judea, conocido como la revuelta de los macabeos.
Posteriormente, los asmoneos gradualmente extendieron su autoridad sobre gran parte de la región, convirtiendo por la fuerza a las poblaciones de las regiones vecinas y creando una alianza de pueblos de lengua aramea como los judíos, samaritanos, idumeos, itureos y galileos en el proceso y un marcado proceso de deshelenización.

### Período romano

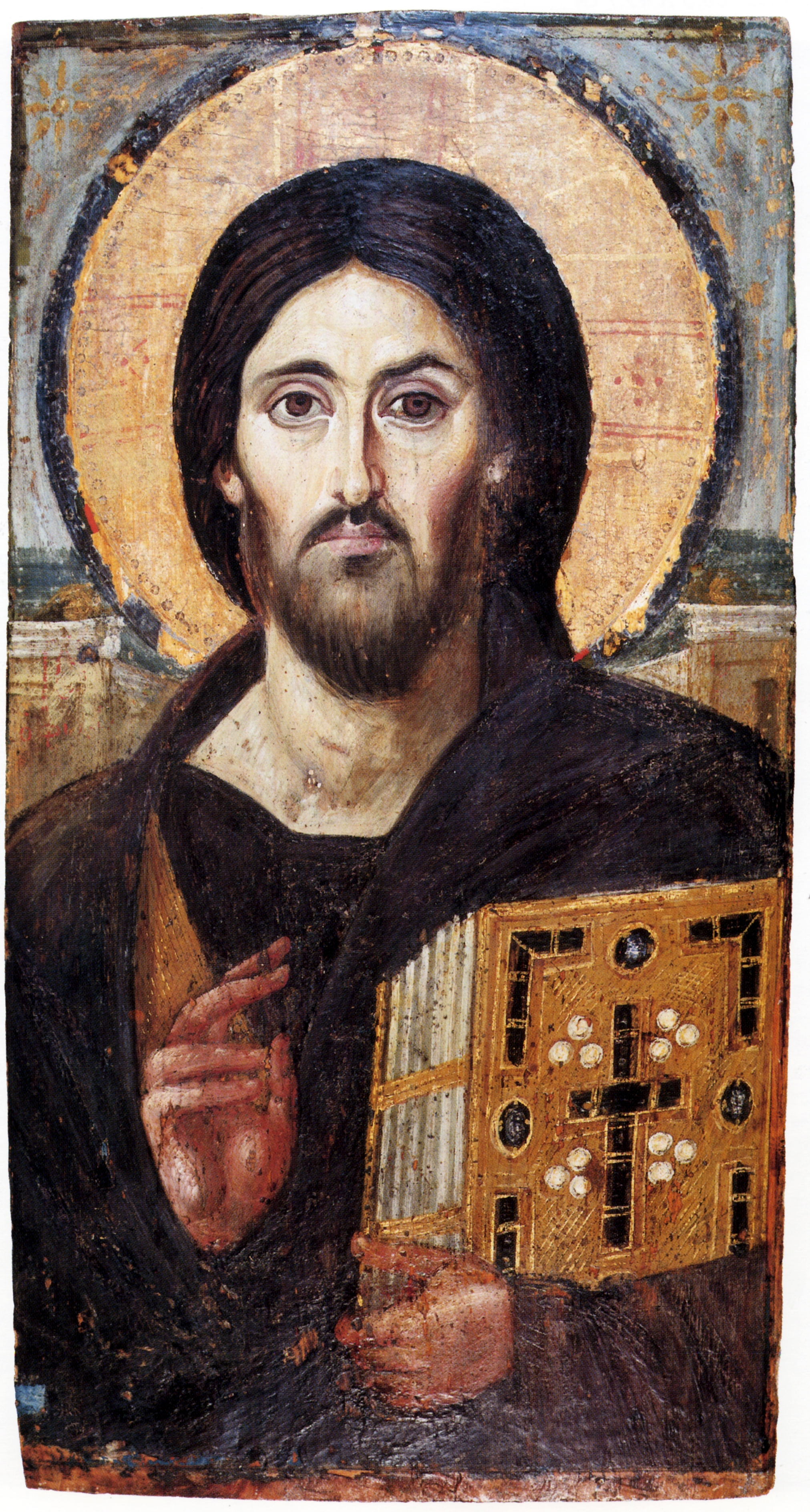
El icono más antiguo de Cristo Pantocrátor sobreviviente,, el monasterio de Santa Catalina.

En 64 a. C., el general romano Pompeyo conquistó Siria e intervino en la guerra civil asmonea en Jerusalén. A la llegada de los romanos, la población de Judea estaba conformada por pueblos semitas de lengua aramea, con grandes poblaciones de Judíos, pero también Samaritanos, paganos y nómadas. Las primeras comunidades en adoptar el cristianismo en la Judea romana fueron los judíos mesiánicos que hablaban arameo, los romanos y griegos que hablaban en latín y griego, que eran en parte descendientes de colonos fenicios, griegos y persas y el pueblo arameo. Una de las características más importantes del arameo, fue su uso legal. Los judíos de Judá lo utilizaron desde la época del segundo templo como medio de redacción de sus documentos legales en uno u otro de sus dialectos. Un legado que se remonta al período neobabilónico anterior, estos elementos legales formales de esa antigua tradición se combinarían posteriormente con elementos nativos, griegos y romanos. Un claro ejemplo de ellos son los papiros de Bar Kojba, en los que se utiliza el arameo y un dialecto de este, el nabateo.
Tras la Separación del cristianismo primitivo del judaísmo en los primeros siglos de la era común, los arameos, a causa de una profunda recesión en su historia, se convierten al cristianismo, el cual se difundió oralmente, probablemente en en su lengua, desde Judea a través de los asentamientos arameos en Siria y Mesopotamia, a Asia Menor y de allí a Europa. Ya para el siglo VII, la mayoría de los arameos eran cristianos.

### Período bizantino (324-638)
A principios del siglo IV, el Imperio Romano se dividió y Constantinopla se convirtió en la capital del Imperio Romano de Oriente conocido como el Imperio Bizantino. A diferencia de otros grupos de cristianos orientales, como la mayoría de asirios nestorianos, la gran mayoría de los cristianos arameos de Judea quedaron bajo la jurisdicción eclesiástica del Patriarcado Ecuménico y los emperadores romanos tras el Concilio de Calcedonia en 451 (que sería parte de la Iglesia Ortodoxa después el Gran Cisma), y fueron conocidos por los cristianos siríacos, como Melquitas, del siríaco (ܡܠܟܝܐ malkoyo) o seguidores del rey. Los melquitas fueron fuertemente helenizados en los siglos siguientes, abandonando sus distintas lenguas arameas occidentales en favor del griego. Bajo los bizantinos, el cristianismo, dominado por la Iglesia ortodoxa (griega), fue adoptado como la religión oficial y Jerusalén se convirtió en una ciudad cristiana. En el siglo VII, Jerusalén y la Palestina bizantina se convirtieron en el epicentro de la cultura griega en Oriente.
Griegos y romanos, que gobernaron el área desde el siglo IV a. C. E. hasta el siglo IV C.E., no provocó la desaparición de aquellas comunidades de habla aramea que adoptaron el cristianismo como resultado de la toma de posesión bizantina (ortodoxa oriental) cuando el siglo IV C.E llegó a su fin. De hecho, la Peshitta (siríaco ܦܫܝܛܬܐ pšîṭtâ: "versión común") en su versión siríaca (Arameo oriental) fue la versión estándar de la Biblia cristiana, que continúa sirviendo como la Biblia de las iglesias en la tradición siríaca (Iglesia del Este, Caldea católica y siríaca ortodoxa) hasta el día de hoy. La historia de las traducciones cristianas de la Biblia al idioma siríaco incluye: el Diatesarón, la versión siria antigua, la Peshitta, la versión filoxénica, la versión de Harklean y el reciente Nuevo Testamento arameo de las Sociedades Bíblicas Unidas.

### Edad Media (636-1517)

#### Dominio islámico (638-1099)

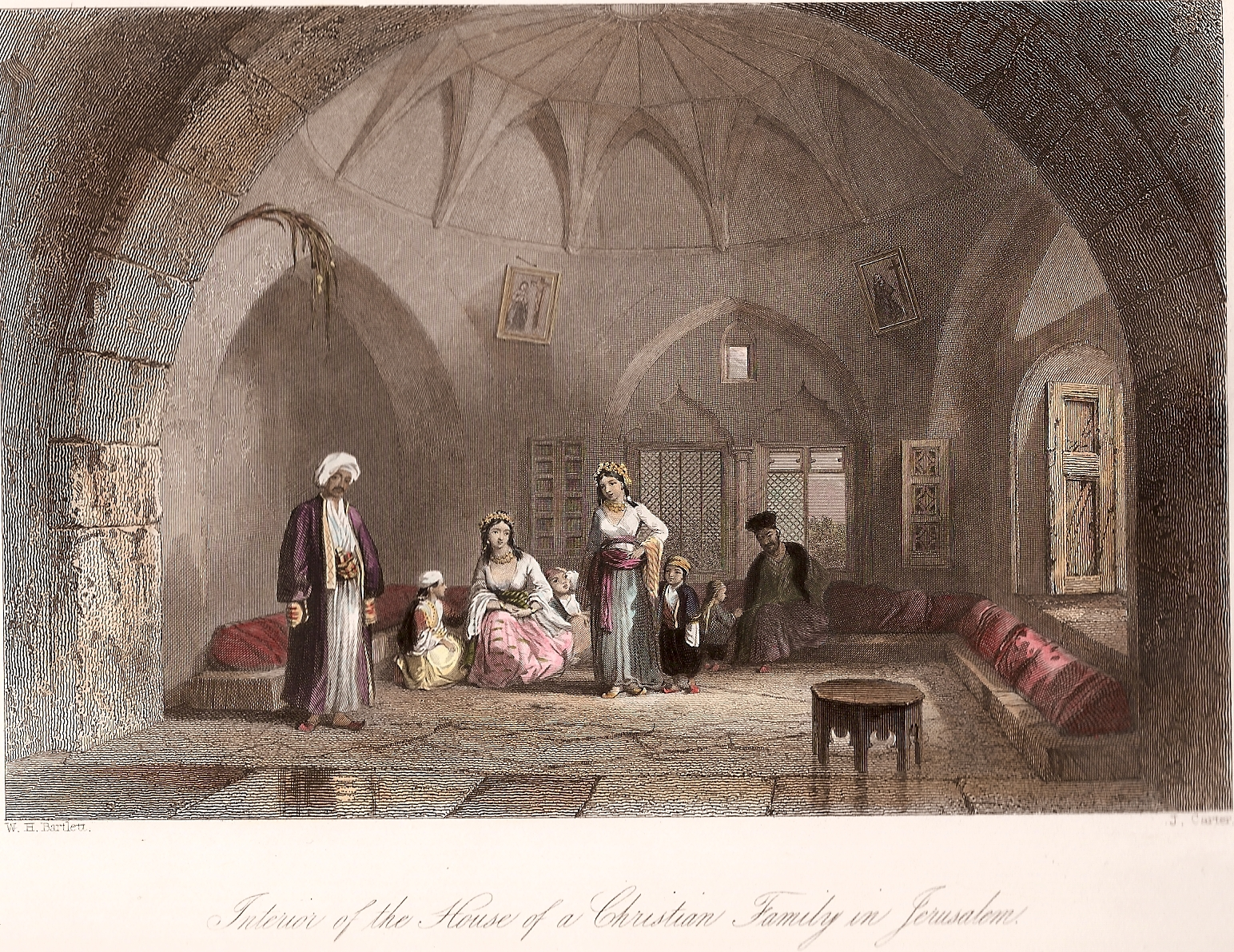
Interior de la casa de una familia cristiana en Jerusalén. Por W. H. Bartlett, ca 1850

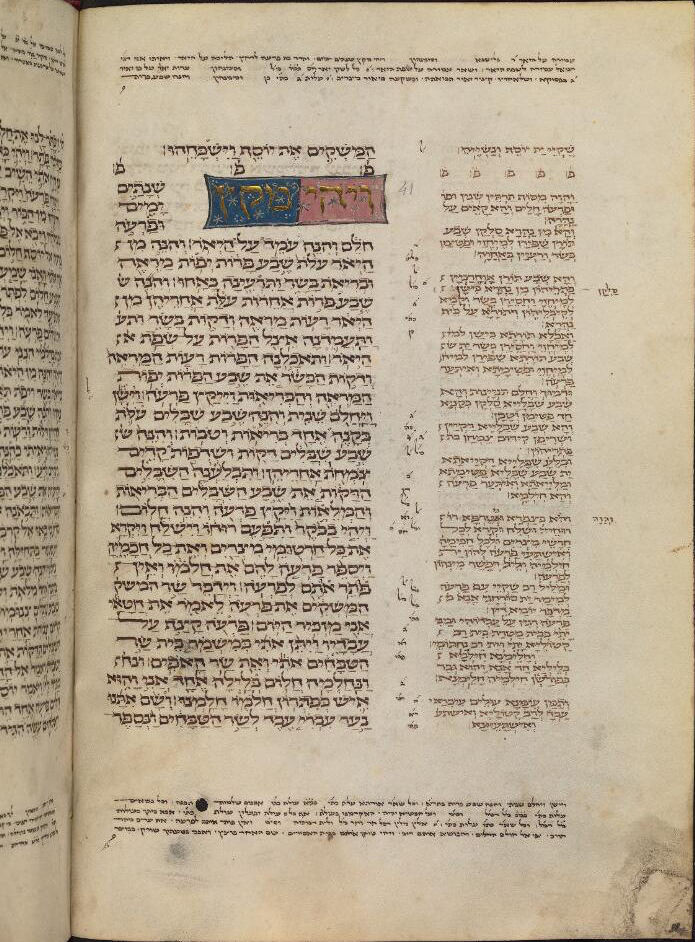
Hebreo (izquierda) y arameo (derecha) en paralelo en una Biblia hebrea 1299 en poder de la Biblioteca Bodleian

Tras la invasión musulmana del Levante, en el año 638 A.D, el Imperio bizantino es derrotado en la batalla de Yarmuk, dando inicio al dominio del Imperio islámico árabe. Es importante mencionar que el árabe, originario de la península arábiga, la parte sur del Medio Oriente, no era una lengua franca en el Levante, mientras que los lenguajes históricos de la Media Luna Fértil son el arameo, asirio, persa y hebreo.
Se desconoce con exactitud la composición étnica de las provincias bizantinas a la llegada de los colonos árabes, pero según algunas fuentes, Jerusalén era una ciudad cristiana aramea helenizada y las áreas rurales principalmente judías. En los siglos siguientes, una visión común es que los cristianos y los musulmanes estaban divididos por igual. Se cree que la conversión de los cristianos al islam -Gil manteniendo que eran mayoría- se produjo a gran escala solo después de las Cruzadas, tras la conquista de Saladino y como resultado del descontento hacia los latinos. La religión musulmana y el idioma árabe se convirtieron en la norma en la región, reemplazando la identidad original de aquellos grupos que se convirtieron en islámicos dentro de los grupos árabe-musulmanes y, por lo tanto, perdieron sus características únicas. Las fuentes históricas mencionan el asentamiento de tribus árabes y el establecimiento de nuevos asentamientos en el siglo VII, aunque hay poca evidencia arqueológica al respecto. Sin embargo, algunos asentamientos árabes como Khirbet Suwwwana, ubicado en las afueras de Jerusalén, proporcionan registros arqueológicos de asentamientos nómadas islámicos y sedentarización entre la población local. El establecimiento de nuevos asentamientos árabes durante el siglo VII y VIII fue relativamente raro. La transformación religiosa de la tierra es evidente con grandes mezquitas de estilo congregación construidas en ciudades como Tiberias, Jarash, Beth Shean, Jerusalén y posiblemente Cesarea. Sin embargo, el establecimiento de estas mezquitas apunta a la afluencia de recién llegados musulmanes, más que a la conversión de judíos y cristianos al islam.
Bajo la regla islámica, los derechos de judíos y cristianos fueron restringidos y la residencia fue permitida con el pago de altos impuestos, como la yizia, jaray, fai, ghanima y el ushur. En 1266, el maullu Sultan Baybars convirtió la Cueva de los Patriarcas en Hebrón en un exclusivo santuario islámico y prohibió la entrada a cristianos y judíos, que anteriormente podían ingresar a ella por una tarifa. La islamización trajo como consecuencia la arabización e islamización de un gran porcentaje de la población indígena de la palestina romana. A pesar de esta presión cultural, los grupos que se mantuvieron fieles a su tradición religiosa cristiana continuaron siendo leales al idioma arameo que permaneció como el lenguaje litúrgico en sus iglesias y fue preservado en el alfabeto escrito de sus escritos religiosos.

### En la época otomana (1517-1917)
Uno de los eventos de mayor repercusión en la comunidad aramea de la Tierra Santa, fue el genocidio sayfo en Anatolia por los otomanos, el cual se intensificó en 1890, con picos en los años 1914 hasta 1918 en el que 750.000 arameos fueron masacrados. Este genocidio es denominado por los arameos como Sayfo (ܣܝܦܐ), que significa 'espada'.
Después del Sayfo, varias familias arameas de la iglesia sirio ortodoxa que sobrevieron al genocidio se establecieron en Jerusalén y Belén.

## Estado de Israel (1948-presente)

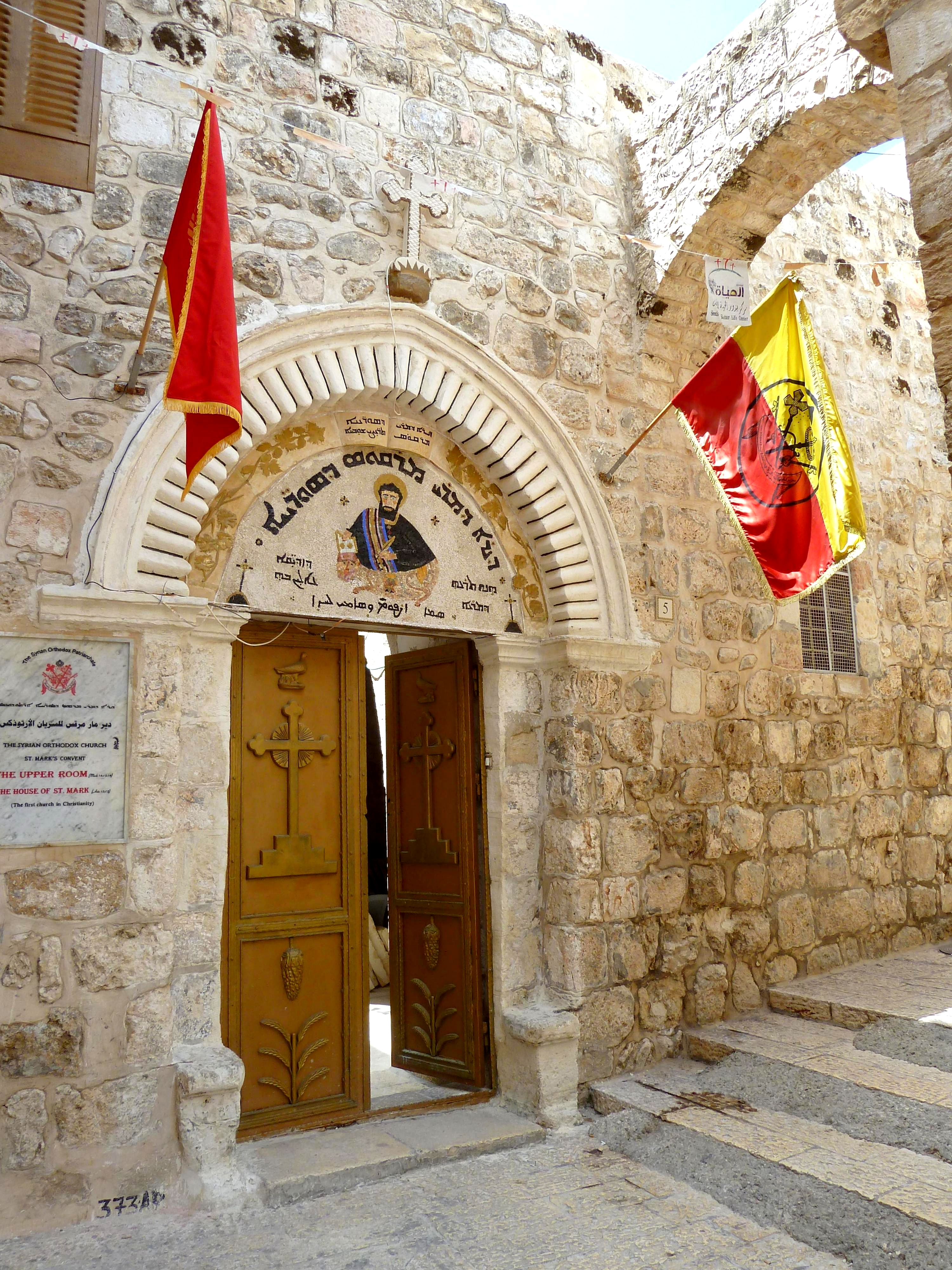
Inscripciones en arameo en una de las iglesias de Jerusalén.

Tras la independencia de Israel, todo los ciudadanos no judíos del país fueron identificados como árabes. Sin embargo, tras el paso de los años, el estado ha reconocido a diversos grupos étnicos como los Circasianos y los Drusos. Los Circasianos, que son musulmanes, se definen por su idioma, origen étnico y herencia cultural que se originó en las montañas del Cáucaso. Los drusos son reconocidos por su religión, normas sociales y costumbres matrimoniales que se diferencian de la de los musulmanes que viven en sus vecindarios. Dentro del grupo de los cristianos, también tienen reconocimiento los coptos, armenios y asirios. Una situación similar existe dentro de la comunidad aramea, donde la tendencia es casarse solo con gente aramea.

### Legado y identidad aramea moderna

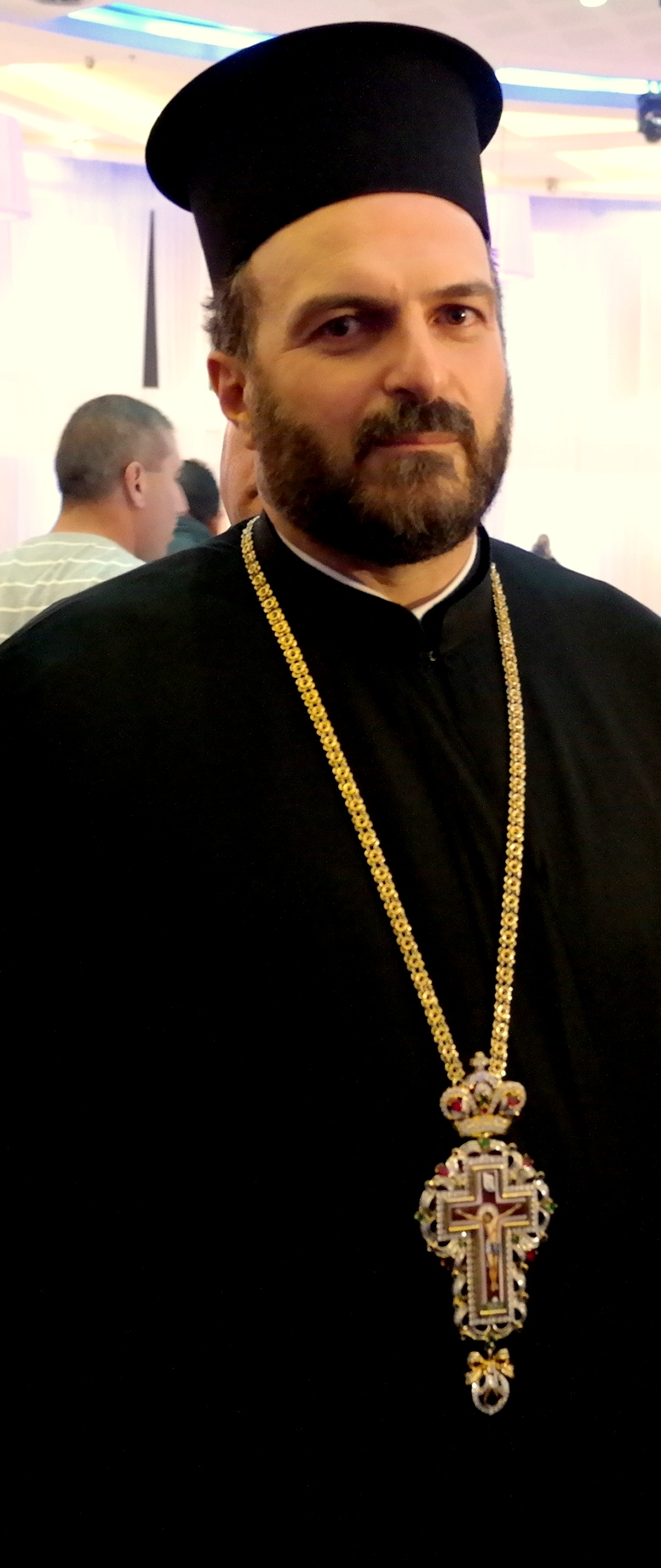
El padre Naddaf, de la Iglesia ortodoxa de Jerusalén es uno de los impulsores de la ley de recuperación legal de la identidad aramea entre los cristianos indígenas de Israel

Desde la Alta Edad Media hasta el desarrollo del nacionalismo arameo a fines del siglo XX hay pocas referencias bibliográficas respecto a la organización de los arameos. Históricamente, los cristianos siríacos han sido llamados "sirios", "arameos" y "asirios". Los términos puramente teológicos como siríaco (ܡܫܝܚܝܘܬܐ ܣܘܪܝܝܬܐ mšiḥāiūṯā suryāiṯā), Nestoriano (ܥܕܬܐ ܕܡܕܢܚܐ Ēdṯāʾ d-Maḏenḥā), Jacobita(ܥܺܕܬܳܐ ܣܽܘ̣ܪܝܳܝܬܳܐ ܬܪܺܝܨܰܬ ܫܽܘ̣ܒ̥ܚܳܐ Īṯo Suryoyṯo Trišaṯ Šubḥo) y católico caldeo (ܥܕܬܐ ܟܠܕܝܬܐ ܩܬܘܠܝܩܝܬܐ īdtha kaldetha qāthuliqetha) surgieron mucho más tarde. Los siríaco-arameos son cristianos ortodoxos orientales, pero a lo largo de los años se dividieron en varias denominaciones: maronita-siríaco, el griego ortodoxo, el católico griego, el católico asirio y el asirio ortodoxo de Antioquía. Las diferentes denominaciones son el resultado de distancias geográficas y alianzas con uno de los tres patriarcados que se desarrollaron con el tiempo: Roma, Constantinopla y Antioquía. Esta variedad es una indicación de la presencia a largo plazo de los pueblos arameos en el Creciente Fértil.
Sin embargo, desde la década de 1980, una disputa entre, por un lado, los asirios de lengua aramea oriental (también conocidos como asirios cristianos caldeos), que son cristianos indígenas del norte de Irak, noroeste de Irán, sudeste de Turquía, noreste de Siria y el Cáucaso, y derivan su identidad nacional de los Asirios de la Edad de Bronce y de Hierro. Por otro lado, tenemos a los Arameos que ahora hablan por lo general árabe, pero que antes eran arameos occidentales y conservan al idioma arameo litúrgico, principalmente del centro, sur, oeste y noroeste de Siria, centro sur de Turquía e Israel, que enfatizan su descendencia de los arameos levantinos se ha vuelto cada vez más pronunciado. A la luz de esta disputa, la tradicional designación inglesa "Asirio" ha aparecido adoptando una posición asirista, por lo que algunas fuentes oficiales en la década de 2000 han llegado a utilizar una terminología enfáticamente neutra, como "Asiria / caldeo / siríaco" en el censo de los Estados Unidos y "Asiria / Sirio" en el censo sueco.
Su idioma y religión lograron preservar a estos grupos, cada uno por su cuenta, de ser absorbidos por la mayoría musulmana, principalmente debido a la prohibición de casarse fuera de su religión, similar a la de drusos, alawitas y judíos. Así es como las comunidades arameas, definidas por la práctica étnica, lingual y religiosa se preservaron en el Levante, ya que la vigilancia de su cultura las llevó a su supervivencia. Tras la limpieza étnica y esclavitud de cristianos y otras minorías étnicas en el Medio Oriente por diferentes regímenes islámicos como el Estado Islámico, y la libertad religiosa y seguridad que gozan en Israel, los arameos han seguido los pasos de otras minorías, como los bereberes y coptos en África, en la creación de movimientos cívicos que tratan de recuperar su identidad cultural.
Cabe señalar, que en Israel, los arameos no son un subgrupo o secta cristiana específica, ya que el 60% son católicos y el 30% son ortodoxos. Lo que los define es su característica etno-lingüística que forma la base comunitaria para su existencia colectiva, basada en su historia y no en la realidad civil en el Levante. Debido a que los grupos siríaco-arameos son un grupo étnico con características propias, similar a los drusos y los circasianos, movimientos cívicos arameos solicitaron al estado de Israel que se permitiera que los cristianos que pertenecen a las denominaciones de la iglesia Oriental puedan registrarse en el registro de población como arameos de religión cristiana, si así lo desean y si tienen las características definitorias del sector arameo. Las características para tal petición se basan en que los arameos son una minoría con profundas raíces en la historia y geografía de Israel, son diferentes de la mayoría demográfica de la región en la que viven, con su propio idioma para propósitos litúrgicos, han sido perseguidos por ser diferentes y tienen la ambición de ser reconocidos como un grupo definitivo.

### Reconocimiento de la etnia aramea
Finalmente, en septiembre de 2014, el Ministerio del Interior Gedeón Sa'ar, a petición de los arameos, ordenó al PIBA que reconociera a los arameos como una etnia separada de los árabes israelíes. Bajo la guía del Ministerio del Interior, las personas nacidas en familias o clanes cristianos que tengan herencia cultural aramea dentro de su familia son elegibles para registrarse como arameos. Las características necesarias según el estado, serían:
- Israelíes indígenas que pertenezcan a una de las iglesias orientales: siríaco-maronita (arameo), griego ortodoxo, griego-católico, Iglesia ortodoxa siria y la siríaco-católico de Antioquía en contraposición a grupos étnicos ya reconocidos como los coptos, iglesias armenias, etíopes y ortodoxos eslavos.
- Identificación como "arameo", a diferencia de otras identidades étnicas en la zona, como árabe, circasiano, armenio y druso.

Según estos paramétros, unos 135,000 israelíes que actualmente son identificados como árabes por su idioma, y que son étnicamente arameos podrían solicitar el cambio. Hasta 2017, el cambio era costoso y eran pocas las familias que podían solicitarlo, es por ello que el 18 de enero se 2017, el Knéset aprobó un proyecto de ley que facilita que los cristianos de habla árabe en Israel incluyan oficialmente su identidad como arameos. Desde entonces, los arameos pueden solicitar el cambio sin costo alguno.
EL 20 de octubre de 2014, Yaakov Halul, de 2 años, oriundo del pueblo galileo de Gush Halav se convirtió en el primer israelí reconocido como arameo en su documento nacional de identificación.

## Cultura

### Literatura

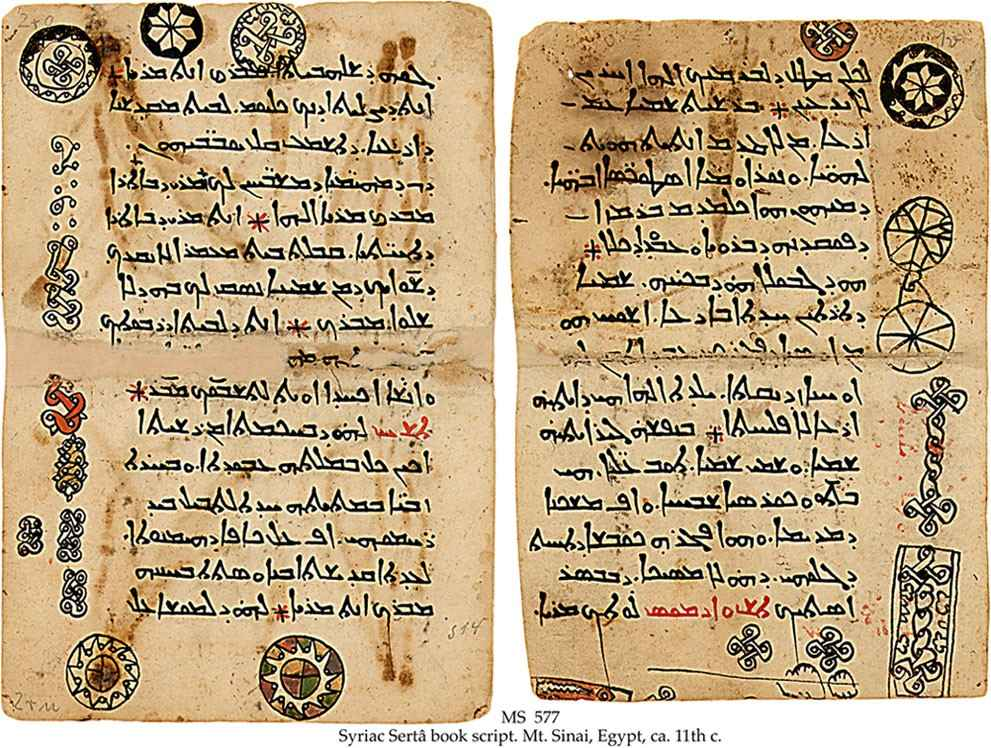
Himnos melquitas del siglo XI, escritos en caligrafía Serṭā (ܣܶܪܛܳܐ) siríaca del Monasterio de Santa Catalina, ahora parte de la Colección Schøyen.

El arameo es muy similar al hebreo y era el idioma común de Israel en los días de Jesús. Después de que los judíos regresaran del cautiverio babilónico, el arameo había reemplazado gradualmente al hebreo como el habla ordinaria del pueblo judío. Es por ello que algunos de los libros en el Antiguo Testamento contenían arameo. Ezra 4: 8 - 6:18, Ezra 7: 12-26, Daniel 2: 4b-7: 28, y un verso de Jeremías (Jeremías 10:11) fueron escritos en arameo antiguo.
Del arameo medio, en usos desde los macabeos hasta alrededor de 200 d. C. se puede encontrar en las escrituras del Nuevo Testamento, algunos de los rollos del Mar Muerto, los textos de Bar Khochba y Megillat Tacanit. Este era también el idioma usado por Jesús cuando clamó desde la cruz "Eloi Eloi Lama Sabachthani" (Marcos 15:34) y se encuentra ocasionalmente en el Nuevo Testamento como Talitha cumi (Marcos 5:41), el nombre de Pedro Cefas es de una palabra aramea "kepha" que significa roca. Tomás es de la palabra aramea "toma" que significa gemelo, y la palabra "bar" en nombres como Bartolomé, Barrabás y Bartimeo es la palabra aramea para hijo. La palabra hebrea para hijo es "ben". También es común en algunos topónimos de la tierra Santa, como Gólgota la palabra aramea para cráneo, y maranatha (1 Corintios 16:22) proviene de dos palabras arameas maran (nuestro Señor) y eta (ven).
La mayoría de las obras posteriores en arameo son de índole religiosas, en su mayoría cristianas. Entre las que se han preservado, se encuentran obras de poesía del período arameo medio, entre ellas el Apocalipsis de Lamech y el Targum Jonatan a los profetas.
El manuscrito uncial del Antiguo y Nuevo Testamento del siglo VI escrito por arameos cristiano de las montañas de Judeas, junto al Codex Climaci Rescriptus, un manuscrito uncial griego del siglo VII-VIII del Nuevo Testamento, son los testigos sobrevivientes más cercanos de la palabra de Jesucristo. Conserva los Evangelios en el dialecto arameo más cercano a lo que él mismo pronunció, y a diferencia de todas las demás traducciones, los de aquí fueron compuestos con una tradición aramea viviente basada en Tierra Santa.

### Educación
Desde el reconocimiento de la etnia aramea en Israel en 2014, dos comunidades cristianas en Tierra Santa, una en la ciudad de Gush Halav en el norte de Israel y la otra en Beit Jala en Cisjordania, comenzaron a enseñar arameo en sus escuelas primarias. En Gush Halav unos 110 estudiantes estudian arameo unas dos horas por semana.